# Бобыльск (Тюменская область)
Бобыльск — деревня в Абатском районе Тюменской области России. Входит в состав Абатского сельского поселения.

## История
В «Списке населенных мест Российской империи» 1871 года издания (по сведениям 1868—1869 годов) населённый пункт упомянут как казённая деревня Бобыльская Ишимского округа Тобольской губернии, при реке Ишиме, расположенная в 71 версте от окружного центра города Ишим. В деревне насчитывалось 62 двора и проживало 288 человек (149 мужчин и 139 женщин).
В 1926 году в деревне имелось 135 хозяйств и проживало 695 человек (344 мужчины и 351 женщина). В административном отношении Бобыльская являлась центром Бобыльского сельсовета Абатского района Ишимского округа Уральской области.

## География
Деревня находится в юго-восточной части Тюменской области, в лесостепной зоне, в пределах Ишимской равнины, на левом берегу реки Ишим, на расстоянии примерно 4 километров (по прямой) к северо-востоку от села Абатское, административного центра района. Абсолютная высота — 75 метров над уровнем моря.

### Часовой пояс
Деревня Бобыльск, как и вся Тюменская область, находится в часовой зоне МСК+2. Смещение применяемого времени относительно UTC составляет +5:00.

## Население
| 1989 | 2002 | 2010 |
| ---- | ---- | ---- |
| 223  | ↘194 | ↘178 |

Гендерный состав
По данным Всероссийской переписи населения 2010 года в гендерной структуре населения мужчины составляли 49,4 %, женщины — соответственно 50,6 %.
Национальный состав
Согласно результатам переписи 2002 года, в национальной структуре населения русские составляли 91 % из 194 чел.

## Инфраструктура
В деревне функционирует фельдшерско-акушерский пункт.

## Улицы
Уличная сеть деревни состоит из четырёх улиц.